# بطانة القرنية
بطانة القرنية (بالإنجليزية: Corneal endothelium) هي طبقة واحدة من خلية بطانية تتواجد في السطح الداخلي للقرنية، وتقابلها غرفة العين الأمامية الموجودة بين القرنية والقزحية.
تتميز بطانة القرنية بخلايا متخصصة ومسطحة وغنية بالميتوكوندريا والتي بدروها تبطن السطح الخلفي للقرنية، كما أنها تواجه الحجرة الأمامية للعين. تتميز بطانة القرنية بتحكمها في نقل السوائل والمواد المذابة عبر السطح الخلفي للقرنية، كما أنها تحافظ على القرنية في حالة الجفاف الجزئية والتي تعد مهمة للحفاظ على شفافية البصرية.

## التشريح

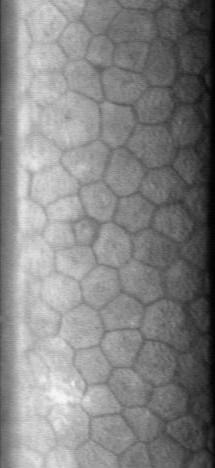
صورة توضح الشكل السداسي لبطانة القرنية تم فحصها من خلال جهاز المجهر العاكس.

تتكون بطانة القرنية السليمة غالباً من طبقة واحدة من الخلايا ذات حجمِِ موحد وعلى هيئة شكلِِ سداسي مثل قرص العسل. يعطي هذا الشكل السداسي أكبر قدر من كفاءة بطانة القرنية في تعبئة السطح الخلفي للقرنية بخلايا معينة. ترتبط بطانة القرنية ببقية طبقات القرنية من خلال غشاء دسميه، وهي طبقة غير خلوية تتكون في الغالب من الكولاجين (وتحديداً النوع الرابع).

## أمراض بطانة القرنية وأسبابها
يعد صدمة بطانة القرنية الناتجة عن عمليات العين الجراحية (مثل عملية الساد) واعتلال فوكس أحد أشهر أسباب فشل بطانة القرنية. تشمل الأسباب الجراحية لفشل بطانة القرنية الأضرار الحادة أثناء الجراحة وكذلك الأضرار المزمنة بعد الجراحة، مثل تلك الأضرار الناتجة عن زراعة عدسة داخل العين في موضع غير صحيح أوبقايا ساد محصورة في الحجرة الأمامية للعين. تشمل عوامل الخطر الأخرى زرق الزاوية المغلقة والشيخوخة والتهاب القزحية. تم وصف مرض نادر يسمى بخلل بطانة القرنية المرتبط بالكروموسوم X في عام 2006.

## قراءة معمقة
- Yanoff، Myron؛ Cameron، Douglas (2012). "Diseases of the Visual System". في Goldman، Lee؛ Schafer، Andrew I. (المحررون). Goldman's Cecil Medicine (ط. 24th). Elsevier Health Sciences. ص. 2426–42. ISBN:978-1-4377-1604-7.